# شادی پس از گل

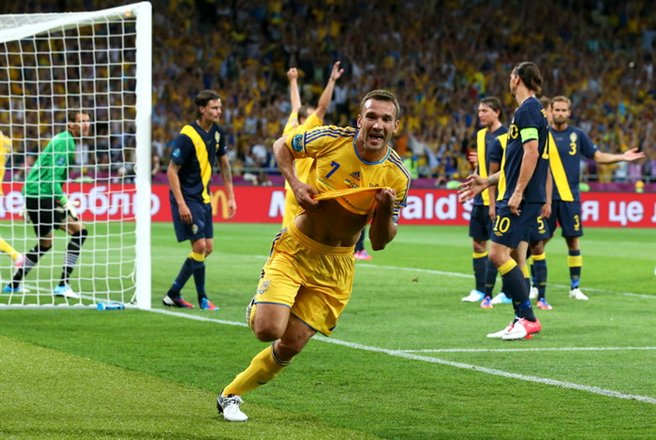
شادی پس از گل آندره شوچنکو، کاپیتان تیم ملی اوکراین پس از گلزنی مقابل تیم ملی سوئد در یورو ۲۰۱۲

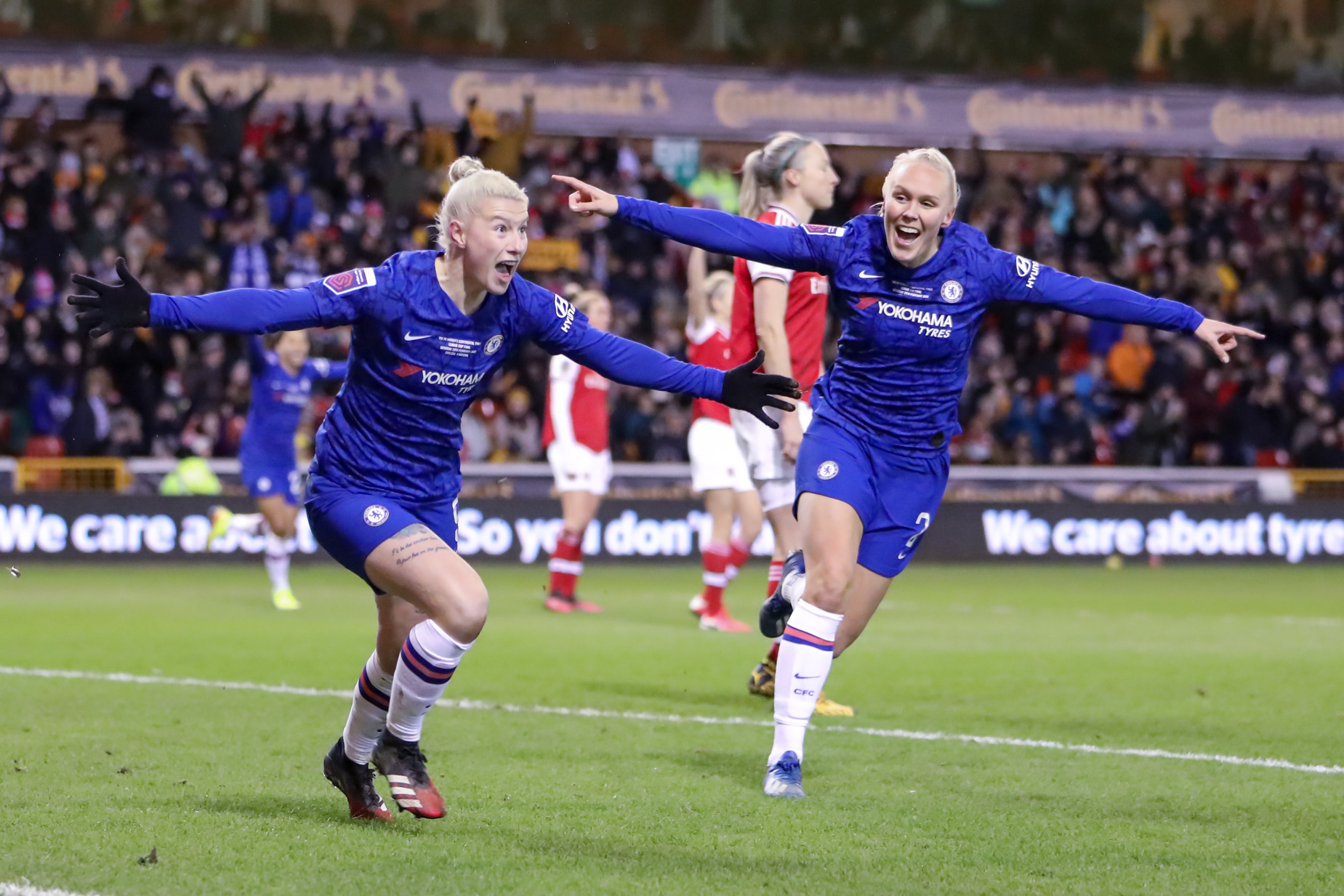
یک شادی پس از گل پیاپی در فوتبال زنان انگلیس

شادی پس از گل یا شادی گل در ورزش، به جشن گرفتن زده شدن گل، توسط بازیکن گفته می‌شود. شادی‌ گل در ورزش‌های کم‌گل‌تر همانند فوتبال و حتی هاکی روی یخ، همواره انجام می‌شود.
برخی از ورزشکاران پس از گلزنی شادی‌های ویژه‌ای انجام می‌دهند و برخی دیگر از بازیکنان تلاش می‌کنند با هم‌تیمی‌های خود شوخی کنند.
گاه شادی‌های پس از گل، جنجال‌ساز و منجر به محروم شدن بازیکنان شده‌اند.

## وضعیت قانونی
فیفا در مورد کنش بازیکنان پس از زدن گل قانون گذاشته‌است. آئین‌نامه فیفا «خوشحالی متعارف» را بی‌اشکال می‌داند، اما اگر شادی‌های رقص‌گونه بخواهند باعث کشتن وقت بازی شوند دخالت داور را پیش‌بینی کرده‌است. در ماده ۱۲ آئین‌نامه انضباطی فیفا در مورد شادی پس از گل آمده‌است: «با وجود این که هر بازیکنی مجاز است که پس از این که گلی زده‌می‌شود شادی خود را نشان دهد، شادی نباید بیش حد باشد».
آئین‌نامه خروج از زمین پس از گل را به‌خودیِ‌خود مجاز می‌شمارد، اما بازگشت به زمین در اسرع وقت را ضروری می‌داند.
ماده ۱۲ در موارد زیر، بازیکنان را مستحق دریافت اخطار می‌داند:
1. اگر بنا به تشخیص داور، کنش «تحریک‌آمیز»، «تمسخرآمیز» یا «ستیزه‌جویانه» انجام دهند.
2. درآوردن پیراهن یا پوشاندن صورت با پیراهن
3. بالارفتن از توری‌های میان هواداران و زمین مسابقه
4. پوشاندن صورت یا سر با ماسک یا هر چیز مانند آن

داوران باید در تصمیم‌گیری و تشخیص موردهای گوناگون در شادی‌های پس از گل، عقل سلیم را ملاک قرار دهند.